# Irma Achten
Irma Achten (geboren in Haarlem, 1956) is een Nederlands filmmaker en scenarioschrijver.
Achten studeerde Duits en rondde Drama School in Amsterdam af. Ze ontving bij aanvang van haar carrière een bijdrage van het Nederlands Stimuleringsfonds om filmscenario's te schrijven. Deze stimulering resulteerde in een aantal korte films. Ook regisseerde ze zelf drie kortfilms, die werden geproduceerd door Kasander Films. 
Haar films zijn Und Morgen wird die Sonne wieder scheinen, Canzonetta, Belle, en Marie Antoinette is niet Dood (genomineerd voor de Tiger Award en winnaar van de Audience Award op het Film Festival Riga) en Babs, met Brigitte Kaandorp in de hoofdrol. 
Achten schreef ook scenario's voor de operafilms Samson et Dalila, Donna Giovanna en Rigoletto. 
- Digitale Bibliotheek voor de Nederlandse Letteren: acht002
- Gemeinsame Normdatei: 1199462578
- International Standard Name Identifier: 0000 0003 8854 4864
- Nederlandse Thesaurus van Auteursnamen: 107477866
- Virtual International Authority File: 281786483
- WorldCat: E39PBJyCF7gQPYWhXJMytx4rMP